# تيريك

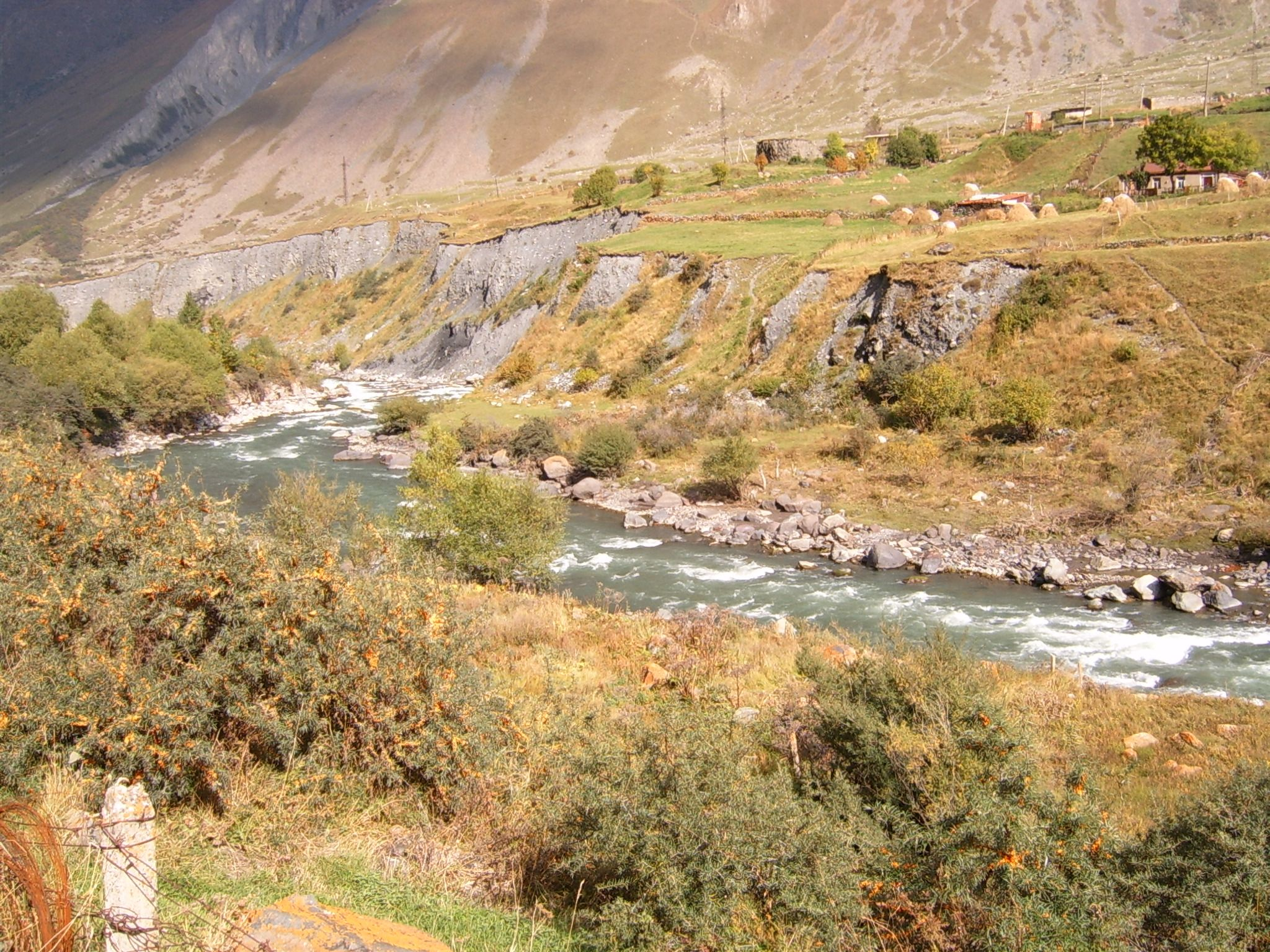
صورة نهر تيريك في شمال جورجيا

نهر يعبر شمال القوقاز، ينبع من جمهورية جورجيا، ويتجه شمالاً ليعبر مدينة فلاديكافكاز عاصمة إقليم أوسيتيا الشمالية التابع لروسيا.
بعدها يتجه نحو الشرق ليعبر جمهوريتي الشيشان وداغستان التابعتين لروسيا.
و يشكل بعد مدينة كيزليار الواقعة في جمهورية داغستان دلتا زراعية يصل عرضها إلى 100 كم قبل أن يصب في بحر قزوين.
وبالإضافة لمدن فلاديكافكاز وكيزليار يمر بمدينة موزدوك الواقعة في شمال إقليم أوسيتيا الشمالية.
يبلغ طوله 623 كم، ويبلغ ارتفاعه عند منبعه حوالي 5000 متر فوق سطح البحر وعند مصبه (28)متر تحت سطح البحر.